# Microrregión de Bragança Paulista
La microrregión de Bragança Paulista es una de las microrregiones del estado brasileño de São Paulo perteneciente a la mesorregión Macro Metropolitana Paulista. Su población en 2010 por el IBGE era de 498.031 habitantes y está dividida en nueve municipios. Posee un área total de 3.131,807 km².

## Municipios
- Atibaia
- Bom Jesus dos Perdões
- Bragança Paulista
- Itatiba
- Jarinu
- Joanópolis
- Morungaba
- Nazaré Paulista
- Piracaia
- Tuiuti
- Vargem